# Regina Centre (circonscription saskatchewanaise)
Pour les articles homonymes, voir Regina (homonymie).
Circonscription électorale provinciale du Canada
Regina Centre est une ancienne circonscription électorale provinciale de la Saskatchewan au Canada. Elle est représentée à l'Assemblée législative de la Saskatchewan de 1967 à 1991 et de 1991 à 2003.

## Liste des députés
| Parlement                                             | Années                                               | Député                                               | Député                                               | Parti                                                |
| Regina Centre                                         | Regina Centre                                        | Regina Centre                                        | Regina Centre                                        | Regina Centre                                        |
| Circonscription issue de Regina West et Regina North  | Circonscription issue de Regina West et Regina North | Circonscription issue de Regina West et Regina North | Circonscription issue de Regina West et Regina North | Circonscription issue de Regina West et Regina North |
| ----------------------------------------------------- | ---------------------------------------------------- | ---------------------------------------------------- | ---------------------------------------------------- | ---------------------------------------------------- |
| 16e                                                   | 1967–1971                                            |                                                      | Allan Blakeney                                       | Néo-démocrate                                        |
| 17e                                                   | 1971–1975                                            |                                                      | Allan Blakeney                                       | Néo-démocrate                                        |
| 18e                                                   | 1975–1978                                            | Ned Shillington                                      |                                                      | Néo-démocrate                                        |
| 19e                                                   | 1978–1982                                            | Ned Shillington                                      |                                                      | Néo-démocrate                                        |
| 20e                                                   | 1982–1986                                            | Ned Shillington                                      |                                                      | Néo-démocrate                                        |
| 21e                                                   | 1986–1991                                            | Ned Shillington                                      |                                                      | Néo-démocrate                                        |
| Circonscription abolie dans Regina Lake Centre        |                                                      |                                                      |                                                      |                                                      |
| Circonscription issue de Regina Lake Centre           |                                                      |                                                      |                                                      |                                                      |
| 23e                                                   | 1995–1999                                            |                                                      | Joanne Crofford                                      | Néo-démocrate                                        |
| 23e                                                   | 1999–2003                                            |                                                      | Joanne Crofford                                      | Néo-démocrate                                        |
| Circonscription abolie dans Regina Elphinstone-Centre |                                                      |                                                      |                                                      |                                                      |

## Résultats électoraux
Regina Centre (1995-2003)

Regina Centre (1967-1991)